# Old School
Old School (no Brasil, Dias Incríveis; em Portugal, Dias de Loucura) é um filme de comédia estadunidense de 2003 lançado pela DreamWorks Pictures e The Montecito Picture Company e dirigido por Todd Phillips. A história foi escrita por Court Crandall, e o filme foi escrito por Phillips e Scot Armstrong. O filme é estrelado por Luke Wilson, Vince Vaughn e Will Ferrell como três homens deprimidos em torno dos trinta e poucos anos que buscam reviver seus dias de faculdade, iniciando uma fraternidade, e as tribulações que eles encontram em fazê-lo. Old School foi lançado diretamente em vídeo no Brasil.

## Sinopse
Mitch volta mais cedo de uma viagem de negócios e fica chocado ao descobrir que sua namorada Heidi participa de orgias com uma variedade de pessoas. Ele termina seu relacionamento e reencontra uma antiga paquera da universidade, Nicole, no casamento de seu amigo Frank. Mitch, Frank e Beanie são três homens que têm em torno de trinta anos, e que viram suas vidas tomarem caminhos totalmente diferentes de seus sonhos de juventude.
Após o fim de seu namoro, Mitch à procura de um local para morar encontra uma casa situada dentro do campus da Universidade Harrison. Frank está para se casar, e Beanie, agora um homem de família, tem saudades dos seus loucos anos adolescentes. Seus amigos Frank e Beanie decidindo faze-lo esquecer sua ex-namorada, decidem montar uma nova irmandade, formada por ex-alunos do local, que tem a missão de dar as festas no campus.
Inicialmente Mitch reluta em aceitar que sua casa seja transformada em uma fraternidade, mas acaba sendo convencido por seus amigos. E para tentar reviver os dias da época da universidade, resolvem então formar a sua própria fraternidade na nova casa de Mitch, e tentar recuperar o tempo perdido, dando festas, correndo atrás das calouras e armando confusões ainda maiores do que as da época em que estavam na faculdade.

## Elenco
- - Luke Wilson como Mitch "O Poderoso Chefão" Martin
  - Will Ferrell como Frank "The Tank" Ricard
  - Vince Vaughn como Bernard "Beanie" Campbell
  - Jeremy Piven como Dean Gordon "Cheese" Pritchard
  - Ellen Pompeo como Nicole
  - Juliette Lewis como Heidi
  - Leah Remini como Lara Campbell
  - Allen Haff como Frat Boy
  - Perrey Reeves como Marissa Jones
  - Craig Kilborn como Mark
  - Patrick Fischler como Michael
  - Sara Tanaka como Megan Huang
  - Simon Helberg como Jerry
  - Seann William Scott como Peppers
  - Elisha Cuthbert como Darcie Goldberg
  - Patrick J. Adams como Patch
  - Patrick Cranshaw como Joseph "Blue" Pulaski
  - Rick Gonzalez como espanhol
  - Jerod Mixon como Weensie
  - Matt Walsh como Walsh
  - Artie Lange como Booker
  - Rob Corddry como Warren
  - Todd Phillips como membro do Gang Bang
  - Bryan Callen como Avi, o Garçom
  - Harve Presnell como Sr. Springbrook
  - Snoop Dogg como ele mesmo
  - James Carville como ele mesmo
  - Warren G como ele mesmo
  - Kokane como ele mesmo
  - Terry O'Quinn como Goldberg (sem créditos)
  - Andy Dick como Instrutor de Sexo Oral (sem créditos)
  - Bispo Don "Magic" Juan como ele mesmo
  - Abdul Goznobi como Abdul
  - Ashley Jones como Caterer
  - Arthur Taxier como Professor
  - Kristina Hughes como garota de topless
  - Bob Lazar como o pai de Marissa

## Produção
O filme é ambientado em La Crescenta-Montrose, na Califórnia. Locais de filmagem incluem Palisades High School, Universidade da Califórnia em Los Angeles, Universidade do Sul da Califórnia e na Universidade de Harvard. O filme é considerado um precursor do Frat Pack uma vez que três de suas estrelas são membros do núcleo desse grupo.
O roteiro foi escrito como uma resposta de comédia a Fight Club, e há inúmeros paralelos no script.

## Lançamento

### Recepção da crítica
O Metacritic, que usa uma média ponderada, atribuiu ao filme uma pontuação de 54 em 100, baseado em 32 críticos, indicando críticas "mistas ou médias".

### Bilheteria
O filme arrecadou $17,453,216 em 2,689 cinemas em sua primeira semana de estreia nas bilheterias dos EUA, abrindo em #2 atrás de Daredevil que estava em sua segunda semana no topo. Old School teve receita bruta de $75,585,093 nos EUA e Canadá e $11,470,256 nos mercados internacionais, num total de $87,055,349 no mercado mundial.

## Prêmios
Artios Awards - 2003
- Melhor longa-metragem: Old School (Indicado)

MTV Movie Award - 2003
- Melhor comediante: Will Ferrell (Indicado)
- Melhor equipe: Will Ferrell, Vince Vaughn e Luke Wilson (Indicado)

Taurus Award - 2003
- Melhor atuação de dublê com fogo: Old School (Indicado)

## Trilha sonora
Predefinição:Expand section
Na festa Mitch-a-palooza, Snoop Dogg e Kokane cantam "Paper'd Up", a amostragem de Eric B & Rakim do álbum "Paid in Full". A trilha sonora também incluiu "Dust in the Wind" da Kansas, "Hungry Like the Wolf", "Farmer in the Dell", "Gonna Make You Sweat", "Louie Louie", "Chariots of Fire", "Good Lovin' Gone Bad", "Master of Puppets" do Metallica, "Playground in My Mind" de Clint Holmes e "The Sound of Silence" de Simon & Garfunkel. A canção principal neste filme é "Here I Go Again" de Whitesnake, que é tocado quando o personagem de Will Ferrell está consertando seu carro e nos créditos finais. Além disso, The Dan Band canta uma das famosas canções de Bonnie Tyler, "Total Eclipse of the Heart" (com algumas partidas de improvisação interessantes como a letra da capa), e "Lady" de Styx's. Durante a seqüência de introdução de "To Be Young (Is to Be Sad, Is to Be High)" de Ryan Adams, co-autoria com David Rawlings, pode ser ouvida. Mais memorável durante a cena do detector de metais. Mas a mais memorável sem dúvida é Master of Puppets do Metallica, que é tocado quando eles saim na van.

## Sequência
Em 2006, uma sequência para Old School foi escrito por Scot Armstrong, mas foi recusado pelas estrelas originais, Will Ferrell e Vince Vaughn. A história diz respeito à velha fraternidade participando do Spring Break. Ao promover Semi-Pro em 2008, Ferrell tinha a dizer sobre o extinto projeto: "Eu li [o roteiro]. Algumas partes conjuntas são super engraçadas, mas eu não sei. Eu acho que Vince [Vaughn] teve a mesma reação. Estamos meio que fazer a mesma coisa novamente. Era como se nós indo para Spring Break, mas temos de encontrar este cara que é o chefe de uma fraternidade. Mais uma vez, as coisas engraçadas, mas é apenas mais uma vez nós de novo em um ambiente de fraternidade. Ele só parecia que estava repetindo. Mas vejam, eu estou pensando sobre."